# José Mauri
José Agustín Mauri  est un footballeur italien né le 16 mai 1996 à Realicó en Argentine. Il joue au poste de milieu de terrain.

## Biographie

### Parme
Mauri fait ses débuts avec Parme le 3 décembre 2013, lors du quatrième tour de la Coupe d'Italie. Il remplace Gianni Munari à la 73e minute pour une victoire à domicile 4-1 contre l'AS Varèse 1910.
Le 11 avril 2015, il marque l'unique but de la victoire face à la Juventus Turin en championnat.

### Milan
José Mauri signe le 6 juillet 2015 un contrat de quatre ans en faveur de l'AC Milan. Il est laissé libre par son ancien club qui vient de faire faillite.